# Betriebssicherheit
Betriebssicherheit ist in der Arbeitssicherheit, im Arbeitsschutz und im Umweltschutz der von Betriebsgefahren freie Zustand von Wirtschaftsobjekten. Die Betriebssicherheit ist Grundvoraussetzung im öffentlichen Verkehr, insbesondere beim Eisenbahnverkehr, und sie wird dort definiert als: Zustand von Eisenbahnfahrzeugen und/oder Baugruppen, der deren bestimmungsgemäße Funktion sicherstellt und im Rahmen der anerkannten Regeln der Technik eine Gefährdung von Personen und Sachen ausschließt.

## Allgemeines
Von jeder Technik oder Technologie geht eine Gefährdung, also eine potenzielle Gefahr für Schutzgüter (Personen, Tiere, Sachen oder Umwelt), aus. Als gefährdende Wirtschaftsobjekte kommen technische Anlagen, Arbeitsmittel, Fahrzeuge, Gebäude, Geräte oder sonstige Produktionsmittel in Betracht. Zu den technischen Anlagen gehören unter anderem Industrieanlagen oder Infrastrukturanlagen. Die meisten gefährdenden Objekte bedürfen einer behördlichen Betriebserlaubnis. Vor deren Erteilung steht die Überprüfung des anzustrebenden gefahrenfreien Betriebs von Anlagen und Einrichtungen.
Zweck der Betriebssicherheit ist die Minimierung oder Eliminierung dieser Gefährdung. Dazu sind Maßnahmen der Risikobewältigung einzusetzen. Sollen oder können diese Maßnahmen die vorhandene Betriebsgefahr nicht völlig ausschalten, verbleibt das Grenzrisiko. Als Grenzrisiko bezeichnet man die allgemein akzeptierten Gefahren eines technischen Zustandes, Ereignisses oder Prozesses. Notwendige Risikobewältigung führt zum Grenzrisiko, darüber hinausgehende Risikobewältigung zum Restrisiko. Das Restrisiko ist also stets kleiner als das Grenzrisiko. Ist das vorhandene Risiko dagegen größer als das vertretbare Grenzrisiko, liegt eine Gefahr vor.

## Rechtsfragen
Zur Betriebssicherheit tragen regelmäßige Instandhaltung, Reparatur und Wartung bei. Instandhaltung ist die Gesamtheit aller Maßnahmen zur Erhaltung des sicheren Zustands oder der Rückführung in diesen (§ 2 Abs. 7 BetrSichV). Die Betreiber von Anlagen sind für deren Reparatur und Wartung verantwortlich (z. B. § 3 Nr. 3, 5, 7, 10 EnWG). Diese Maßnahmen sollen insbesondere die Betriebssicherheit beeinträchtigende Betriebsstörungen verhindern. Besondere Beachtung finden überwachungsbedürftige Anlagen (§ 2 Nr. 30 ProdSG), zu denen auch Mess-, Steuer- und Regeleinrichtungen gehören, die dem sicheren Betrieb dieser überwachungsbedürftigen Anlagen dienen. 
Von Betriebssicherheit wird außerdem im Zusammenhang mit der Sicherheit von Arbeitsstätten in privaten oder öffentlichen Betrieben im Sinne der geltenden arbeitsschutzrechtlichen Bestimmungen gesprochen. Gefahren sind hier an ihrer Quelle zu bekämpfen (§ 4 Nr. 2 ArbSchG).

## Ausschuss für Betriebssicherheit
Der Ausschuss für Betriebssicherheit stellt gemäß § 21 Abs. 1 BetrSichV Technische Regeln für Betriebssicherheit (TRBS) auf, die vom Bundesministerium für Arbeit und Soziales im Gemeinsamen Ministerialblatt der Bundesregierung bekannt gemacht werden.

## Computer und Telekommunikation
Im Kontext von Computersystemen ist es Ziel der Betriebssicherheit, die Sicherheit der Bedienung und von Anwendungen zu gewährleisten. Dazu gehört auch Sicherheit gegen äußere Cyberattacken, etwa durch Schadsoftware. Die Betriebssicherheit bezieht sich auch auf Ausfälle, die ohne Fremdeinwirkung auftreten, also etwa Hardware- oder Stromausfälle, fehlerhafte Betriebssoftware oder Bedienfehler. 
Die Netzwerksicherheit ist eine Unterform der Betriebssicherheit, die alle Maßnahmen zur Planung, Ausführung und Überwachung der Sicherheit in Rechnernetzen umfasst.
Soweit erforderlich, darf nach § 12 Abs. 1 TTDSG der Diensteanbieter von Telekommunikationsdiensten die Bestandsdaten und Verkehrsdaten der Teilnehmer und Nutzer sowie die Steuerdaten eines informationstechnischen Protokolls zur Datenübertragung, die unabhängig vom Inhalt eines Kommunikationsvorgangs übertragen oder auf den am Kommunikationsvorgang beteiligten Servern gespeichert werden und zur Gewährleistung der Kommunikation zwischen Empfänger und Absender notwendig sind, erheben und verwenden, um Störungen oder Fehler an Telekommunikationsanlagen zu erkennen, einzugrenzen oder zu beseitigen.